# 東武鐵道
東武鐵道（日语：／ Tōbu Tetsudō */?，東證1部：9001）是日本的私營鐵路公司之一，為日本歷史最悠久的大手私鐵，也是橫跨交通、商貿流通、住宅、休閒等產業的「東武集團」之核心企業，一般多略稱為「東武」，同時為舊根津財閥的核心企業、以及舊芙蓉集團（舊富士銀行系）的組成企業之一。其名稱意為武藏國之東部。總部位於東京押上，總營業里程達到463.3公里，在日本私鐵業者中僅次於近鐵位居第二，是關東地方最大的私鐵公司。

## 路線列表
東武鐵道路線橫跨東京都、埼玉縣、千葉縣、栃木縣、群馬縣等1都4縣，分為以伊勢崎線、日光線為主軸的「東武本線」以及「東上線」（東上本線、越生線）等兩個系統。PassNet的符號為TB。東武鐵道在設施和營業規則上都有很多地方和日本國鐵頗為類似，也因此有「迷你國鐵」之稱。
| 路線圖       |              |                |                      |                      |              |
| 記號         | 中文線名     | 日文線名       | 起點                 | 終點                 | 距離（公里） |
|              | 東武晴空塔線 |                | 淺草（TS01）         | 東武動物公園（TS30） | 41.0         |
| 押上（TS03） | 東武晴空塔線 | 曳舟（TS04）   | 1.3                  |                      |              |
| 龜戶線       |              | 曳舟（TS04）   | 龜戶（TS44）         | 3.4                  |              |
| 大師線       |              | 西新井（TS13） | 大師前（TS51）       | 1.0                  |              |
|              | 伊勢崎線     |                | 東武動物公園（TS30） | 伊勢崎（TI25）       | 73.5         |
| 佐野線       |              | 館林（TI10）   | 葛生（TI39）         | 22.1                 |              |
| 桐生線       |              | 太田（TI18）   | 赤城（TI57）         | 20.3                 |              |
| 小泉線       |              | 館林（TI10）   | 西小泉（TI46）       | 12.0                 |              |
| 小泉線       | 太田（TI18） | 東小泉（TI44） | 6.4                  |                      |              |
| TN           | 日光線       |                | 東武動物公園（TS30） | 東武日光（TN25）     | 94.5         |
| TN           | 宇都宮線     |                | 新栃木（TN12）       | 東武宇都宮（TN40）   | 24.3         |
| TN           | 鬼怒川線     |                | 下今市（TN23）       | 新藤原（TN57）       | 16.2         |
| TD           | 野田線       |                | 大宮（TD01）         | 船橋（TD35）         | 62.7         |
| TJ           | 東上本線     |                | 池袋（TJ01）         | 寄居（TJ38）         | 75.0         |
| TJ           | 越生線       |                | 坂戶（TJ26）         | 越生（TJ47）         | 10.9         |

### 廢止路線
- 伊香保軌道線（日语：東武伊香保軌道線）
  - 高崎線：高崎站前站 - 澀川新町（20.9km）
  - 前橋線：前橋站前站 - 澀川站前站（14.5km）
  - 伊香保線：澀川站前站 - 伊香保站 （12.6km）
- 啟志線（日语：東武啓志線）：上板橋站 - 站（舊啟志站，6.3km）
- 矢板線（日语：東武矢板線）：新高德站 - 矢板站（23.5km）
- 日光軌道線（日语：東武日光軌道線）：日光站前站 - 馬返站（10.6km）
- 日光纜索鐵道線（日语：東武日光纜索鉄道線）：馬返站 - 明智平站（1.2km）
- 熊谷線（日语：東武熊谷線）：熊谷站 - 妻沼站（10.1km）

#### 貨運線
- 借宿線：野州山邊站 - 中川分歧點 - 借宿站（2.3km）、中川分歧點 - 只上站
- 戶奈良線：田沼站 - 戶奈良站、田沼站 - 戶室站
- 大谷線：
  - 鶴田站 - 新鶴田站（1.0km）
  - 西川田站 - 新鶴田站 - 荒針站、新鶴田站 - 立岩站（11.1km）
  - 大谷軌道線（26.6km）
- 大利根礫石線：羽生站 - 利根川右岸站
- 東武和泉礫石線：東武和泉站 - 渡良瀨右岸站
- 根古屋線：小川町站 - 根古屋站（4.3km）
- 德川河岸線：木崎站 - 德川河岸站（3.2km）
- 仙石河岸線：西小泉站 - 仙石河岸站（3.0km）
- 小倉川礫石線：壬生站 - 小倉川採取場站
- 大協線：上白石站 - 大協站（1.6km）
- 千住線：千住分歧點（舊中千住站）- 千住站（0.6km）
- 柳原線：柳原信號所（野州大塚站和壬生站之間）- 柳原採取場站
- 會澤線：葛生站 - 上白石站 - 第三會澤站（4.6km）

## 車輛

### 優等列車、包車（團體列車）

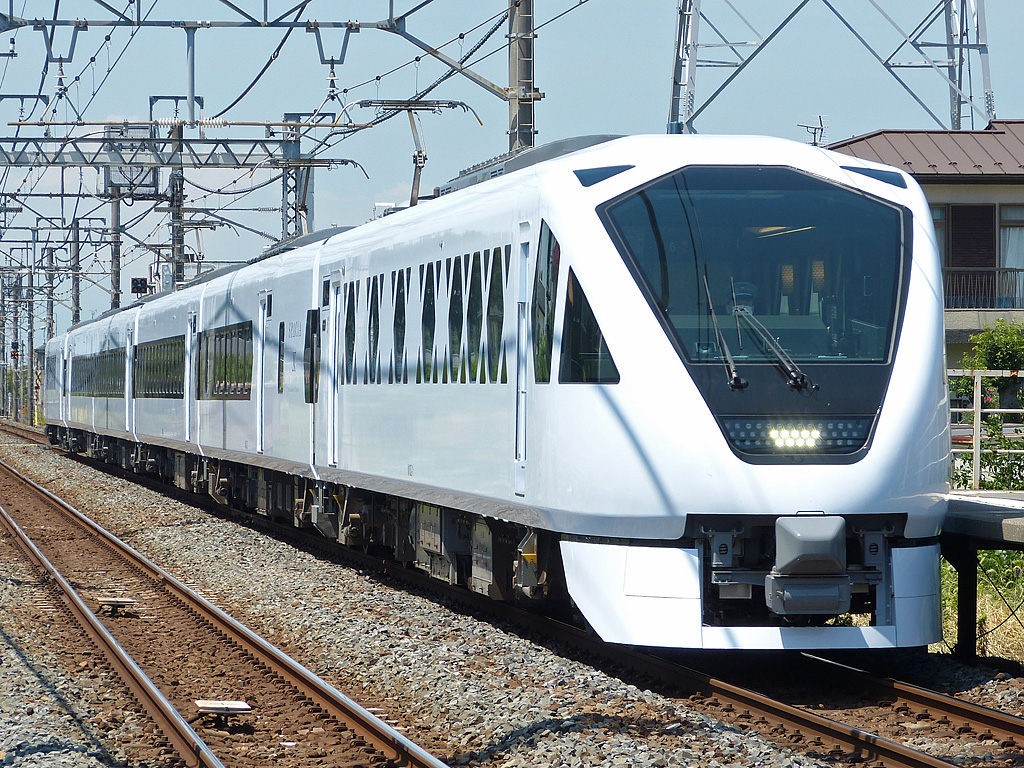
N100系（スペーシアX/SPACIA X：日光線、鬼怒川線特急）
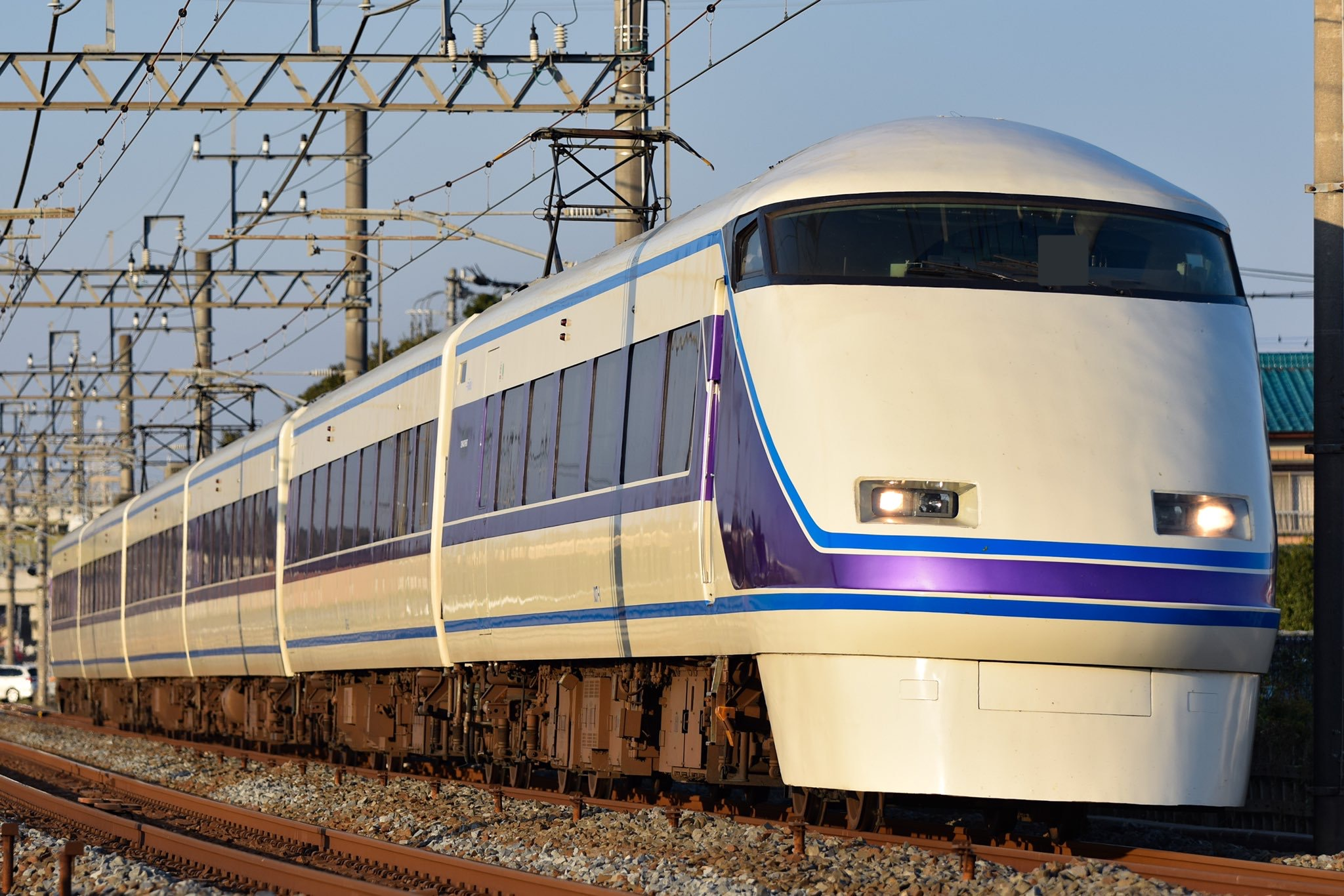
100系（スペーシア/SPACIA：日光線、鬼怒川線特急／JR直通特急）
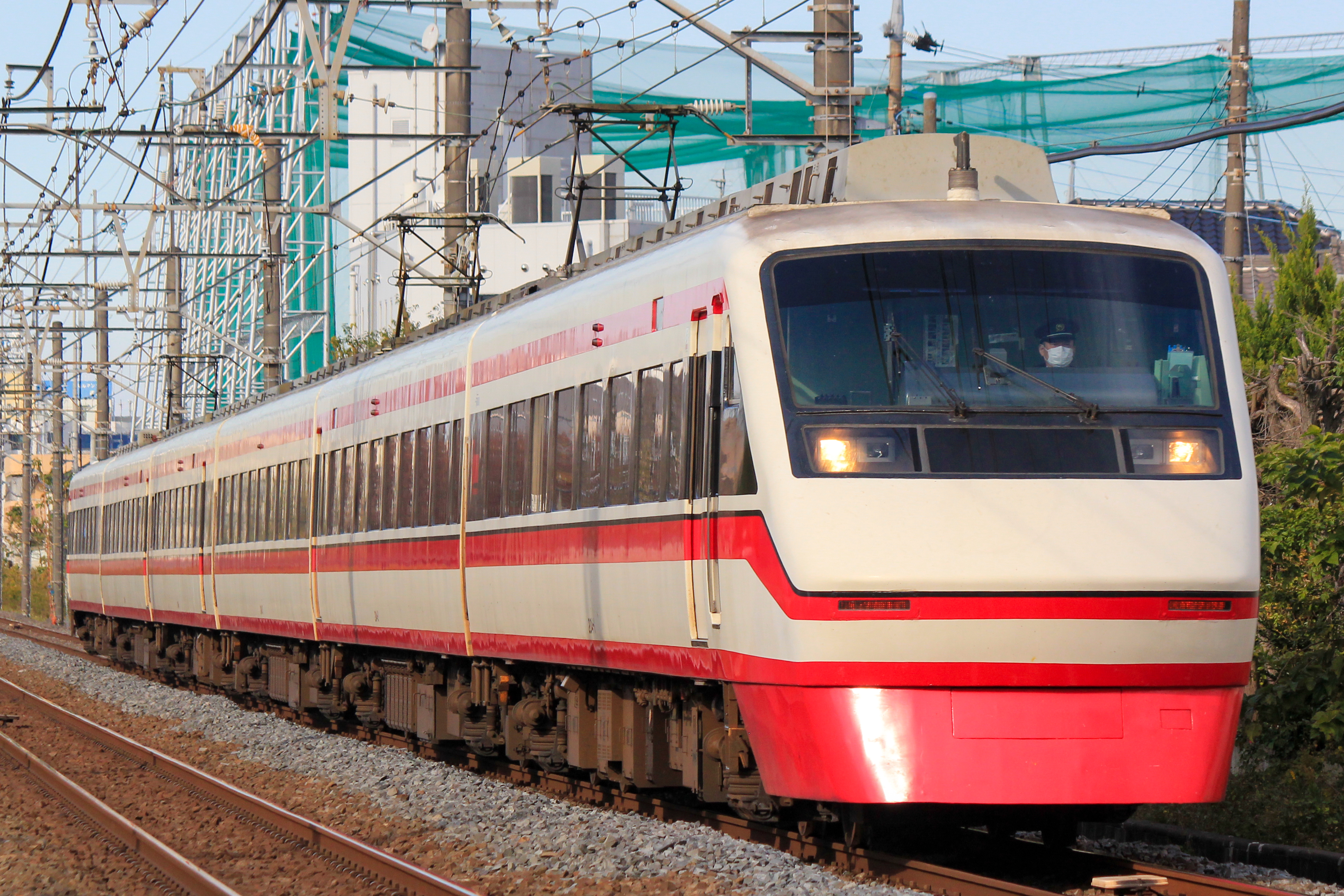
200系（200型）（りょうもう/兩毛：伊勢崎線特急）
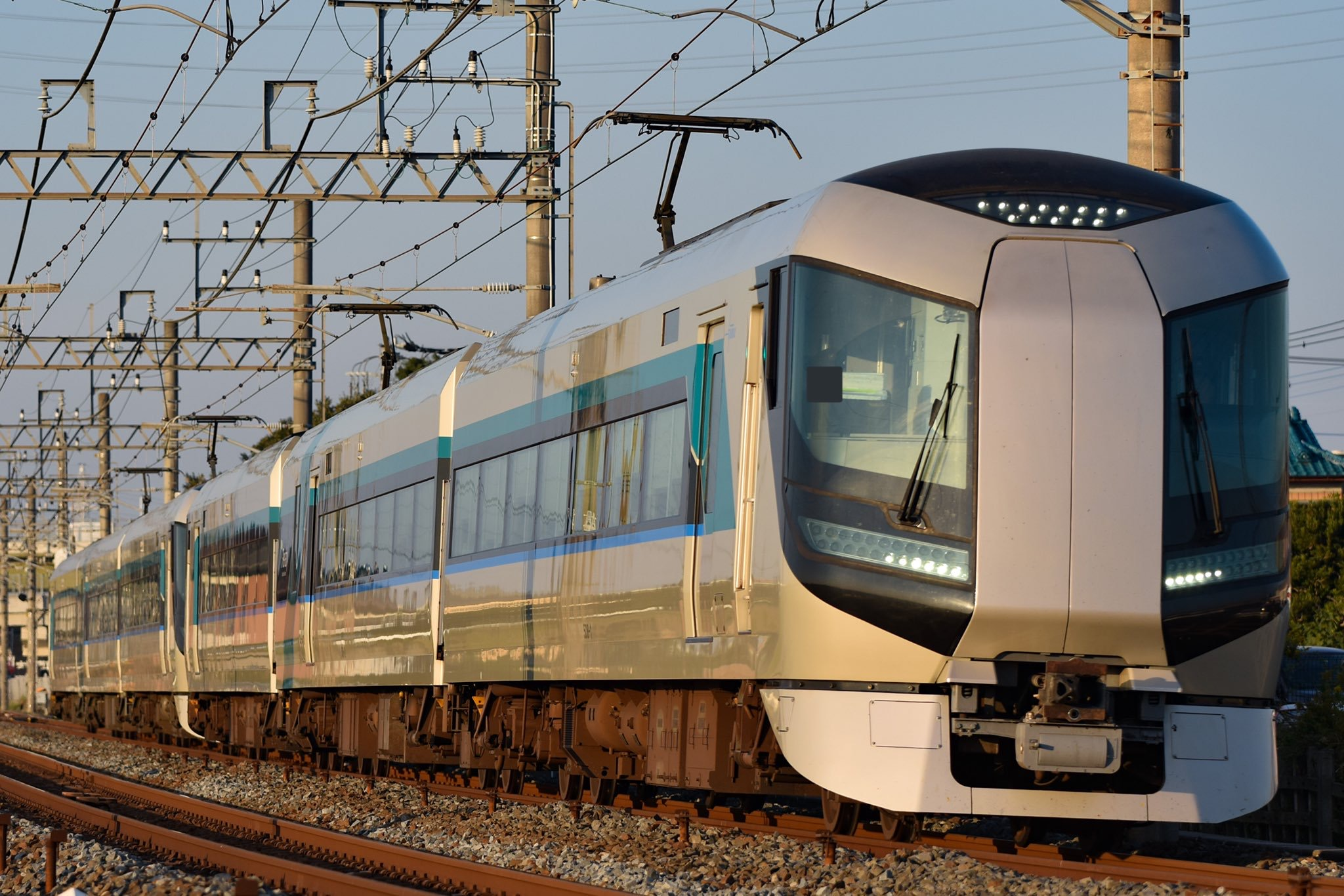
500系（リバティ：伊勢崎線・日光線・鬼怒川線・野田線特急／野岩鐵道・会津鐵道直通列車）
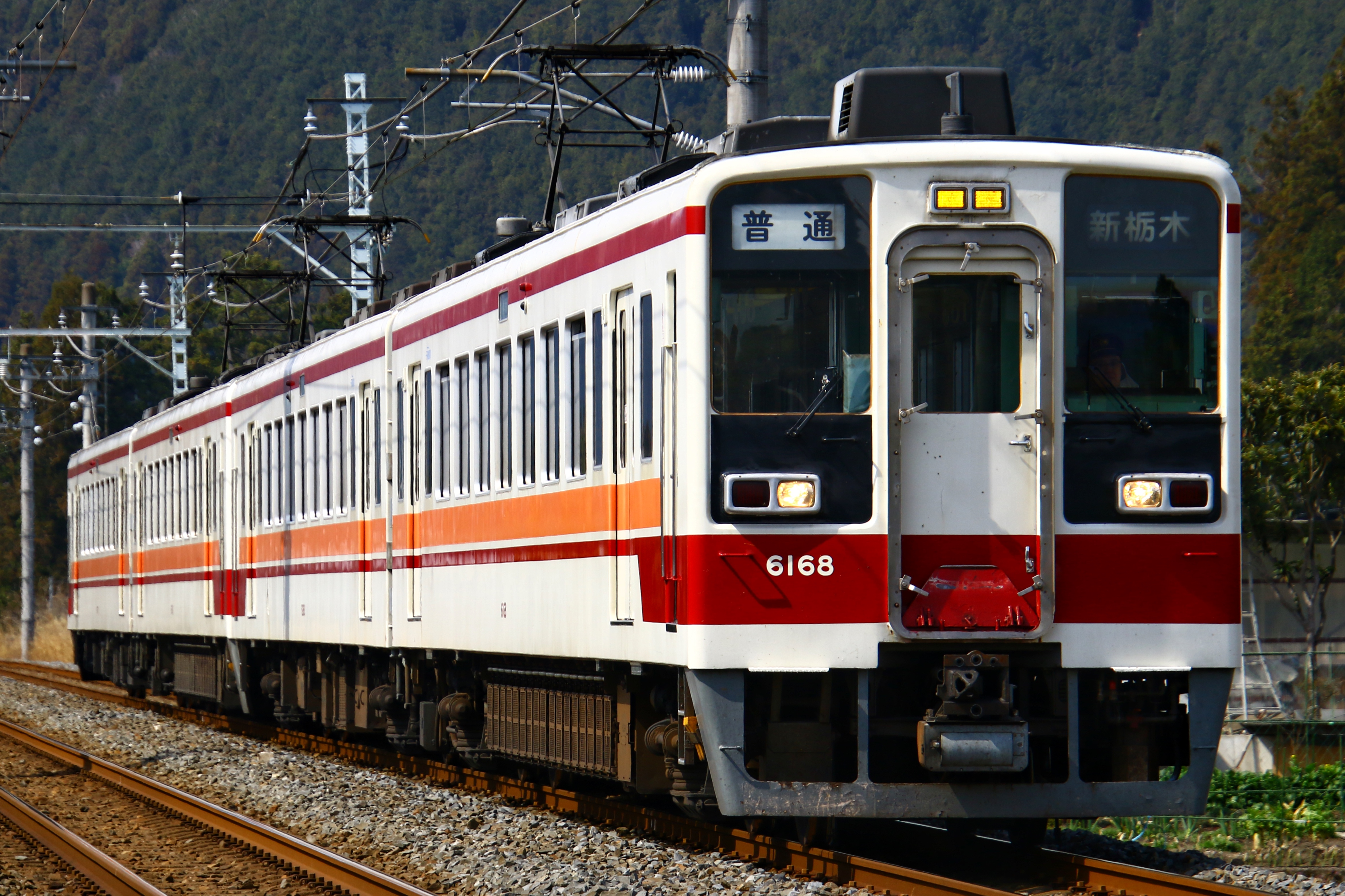
6050系（日光線、鬼怒川線快速、區間快速／野岩鐵道、會津鐵道直通列車）
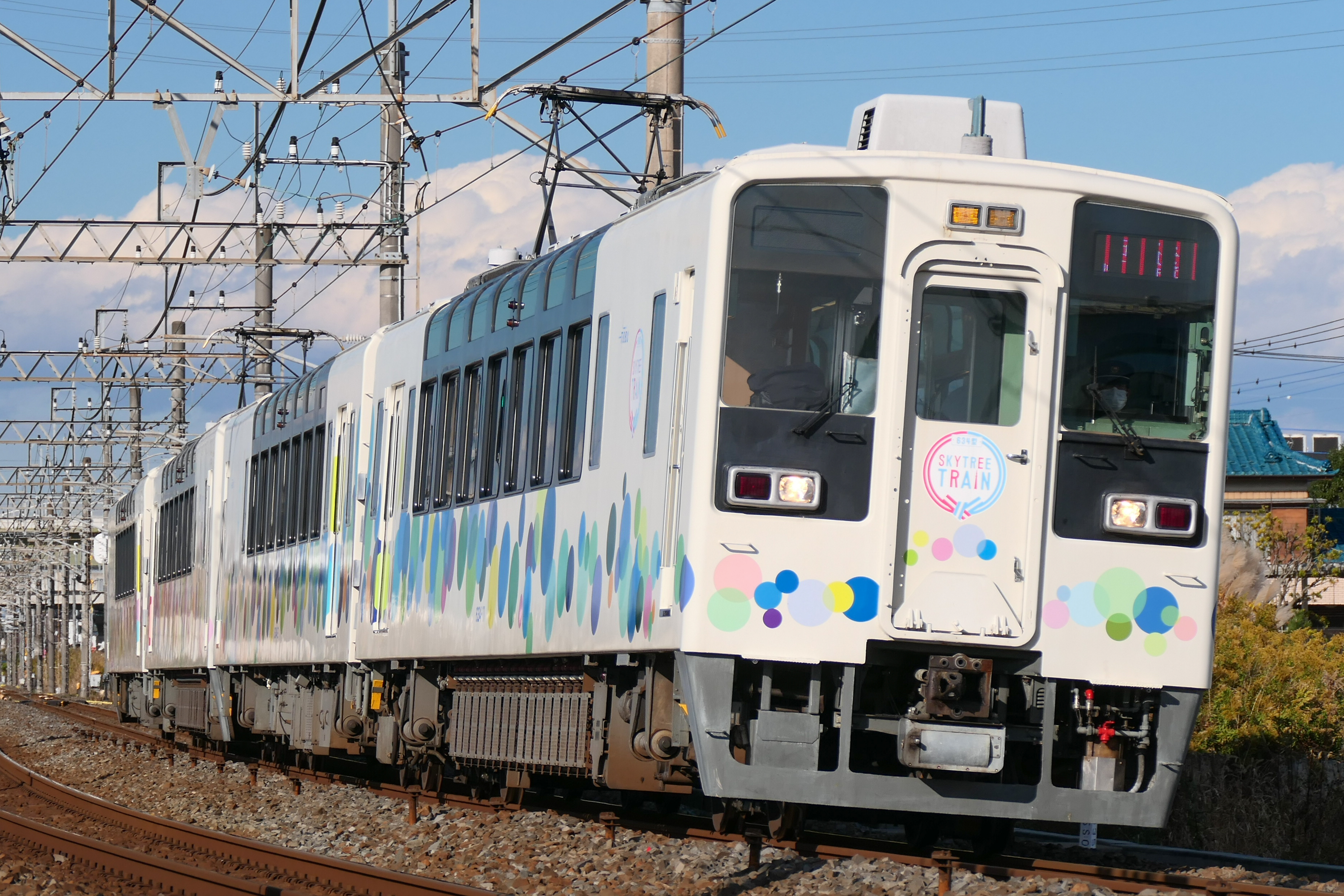
6050系（634型）（スカイツリートレイン/晴空塔：團體臨時車）  - 東武N100系
  - 東武100系
  - 東武200系
  - 東武500系
  - 東武6050系
  - 東武634型

### 通勤列車

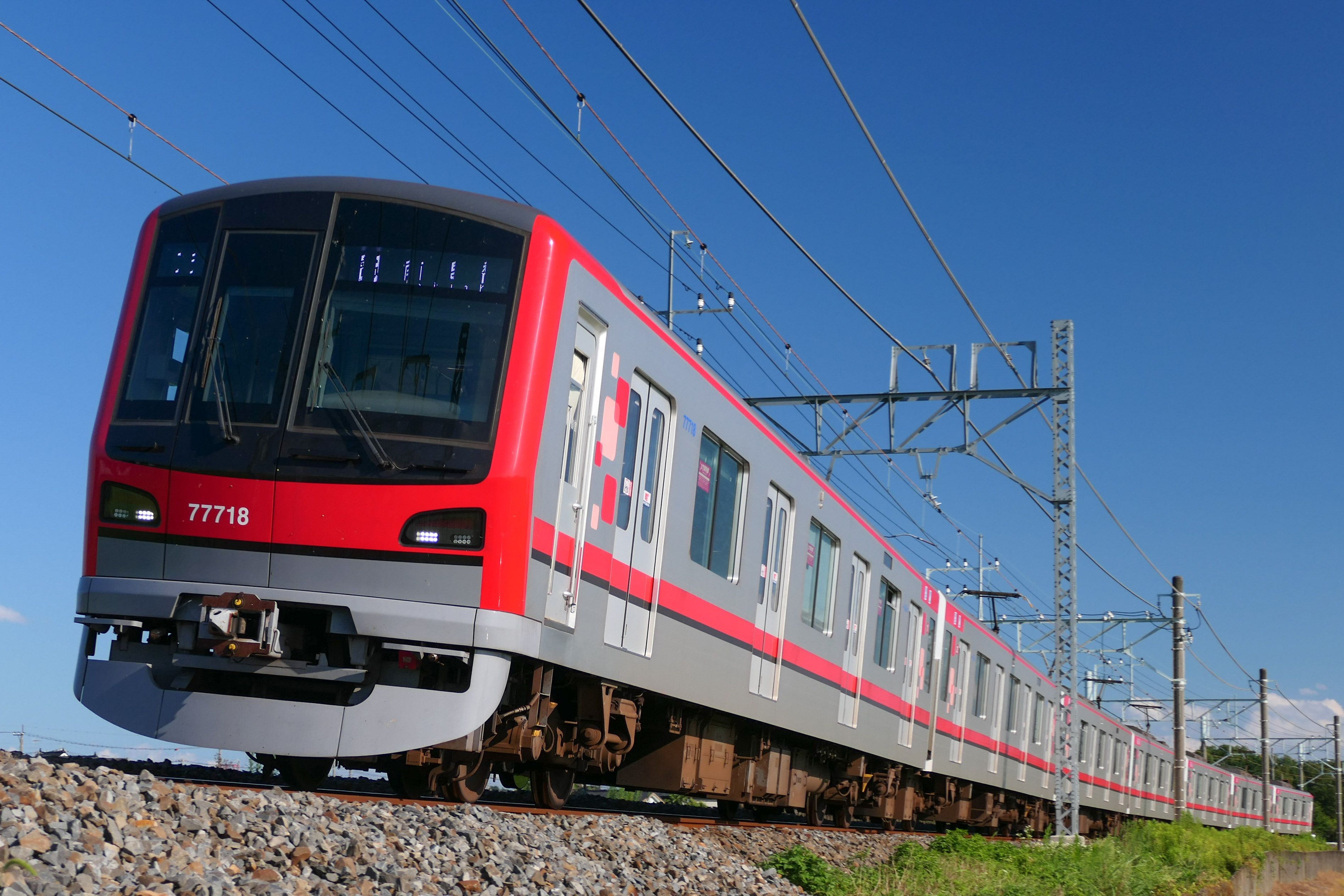
80000系（擔任野田線）
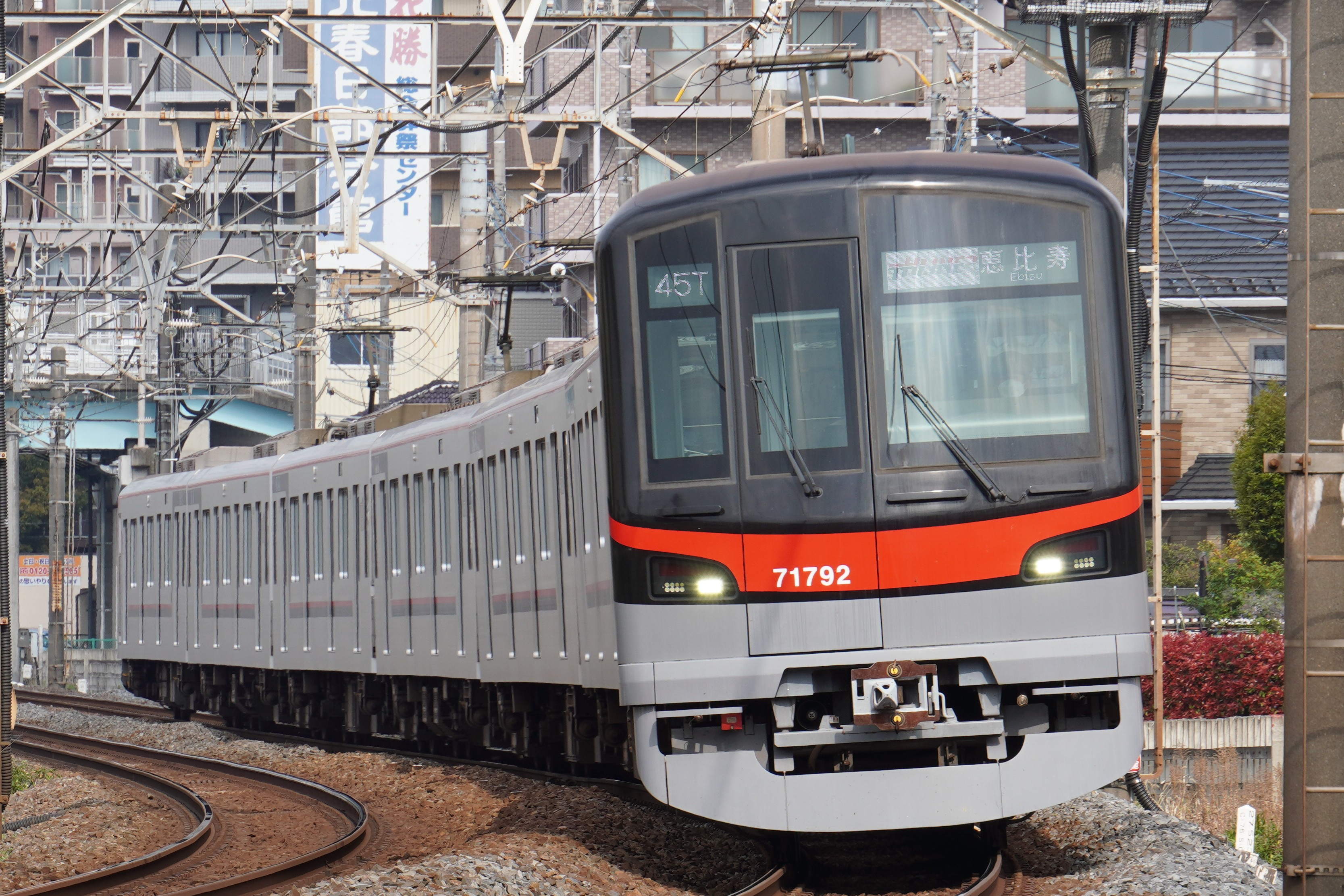
70000系（70000型、70090型）（擔任伊勢崎線・日光線・地下鐵日比谷線）
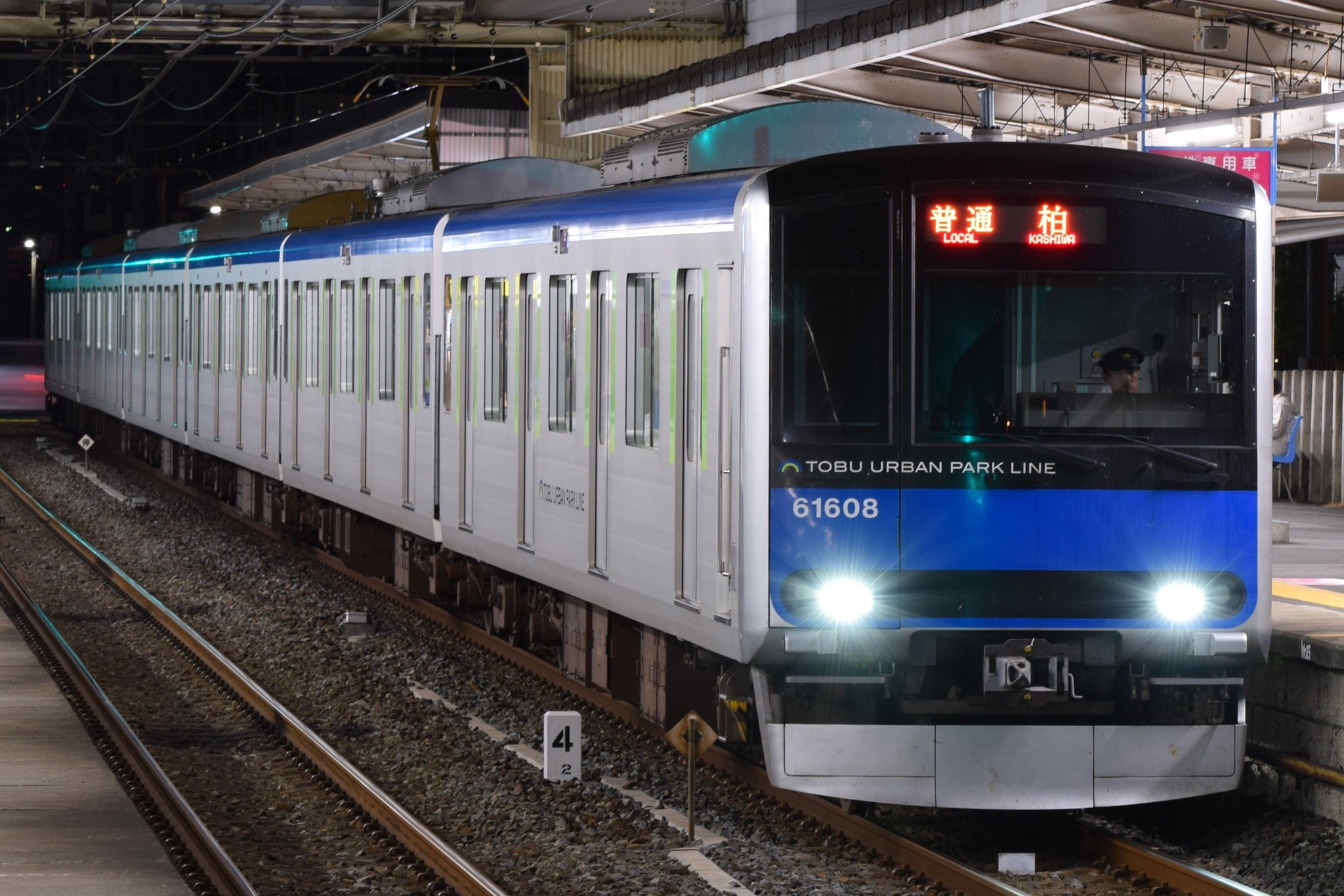
60000系（擔任野田線）
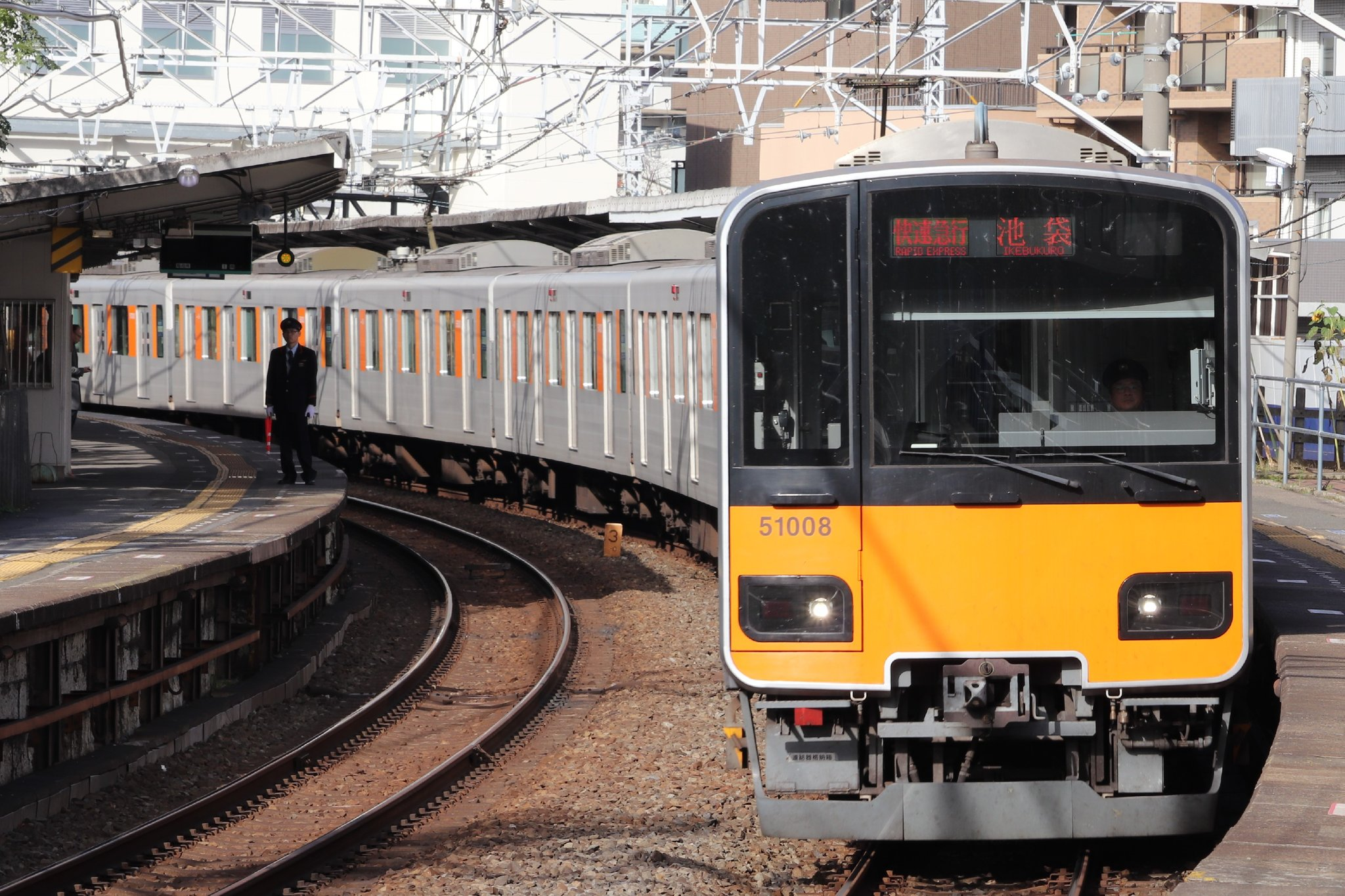
50000系（50000型、50050型、50070型、50090型）（50000型擔任東上本綫・一部分擔任伊勢崎線・日光線・地下鐵半藏門線・東急田園都市線、50050型擔任伊勢崎線・日光線・地下鐵半藏門線・東急田園都市線、50070型擔任東上本線・地下鐵有樂町線・副都心線・東急東橫線・橫濱高速鐵道港未來線、50090型擔任東上本線的地上線）
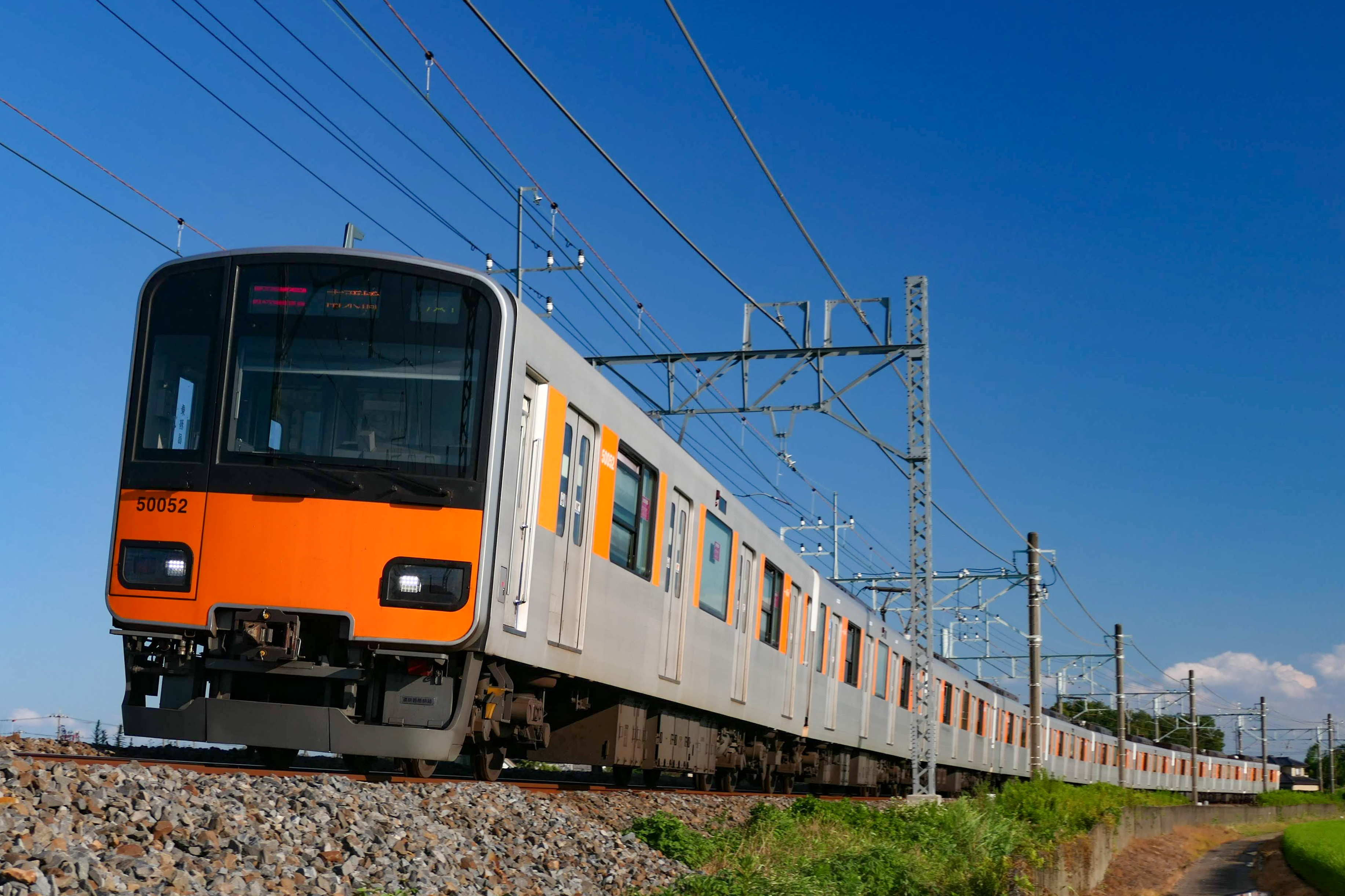
30000系（曾經擔任本線系統、地下鐵半藏門線的直通服務。目前已全數轉到東上線系統）
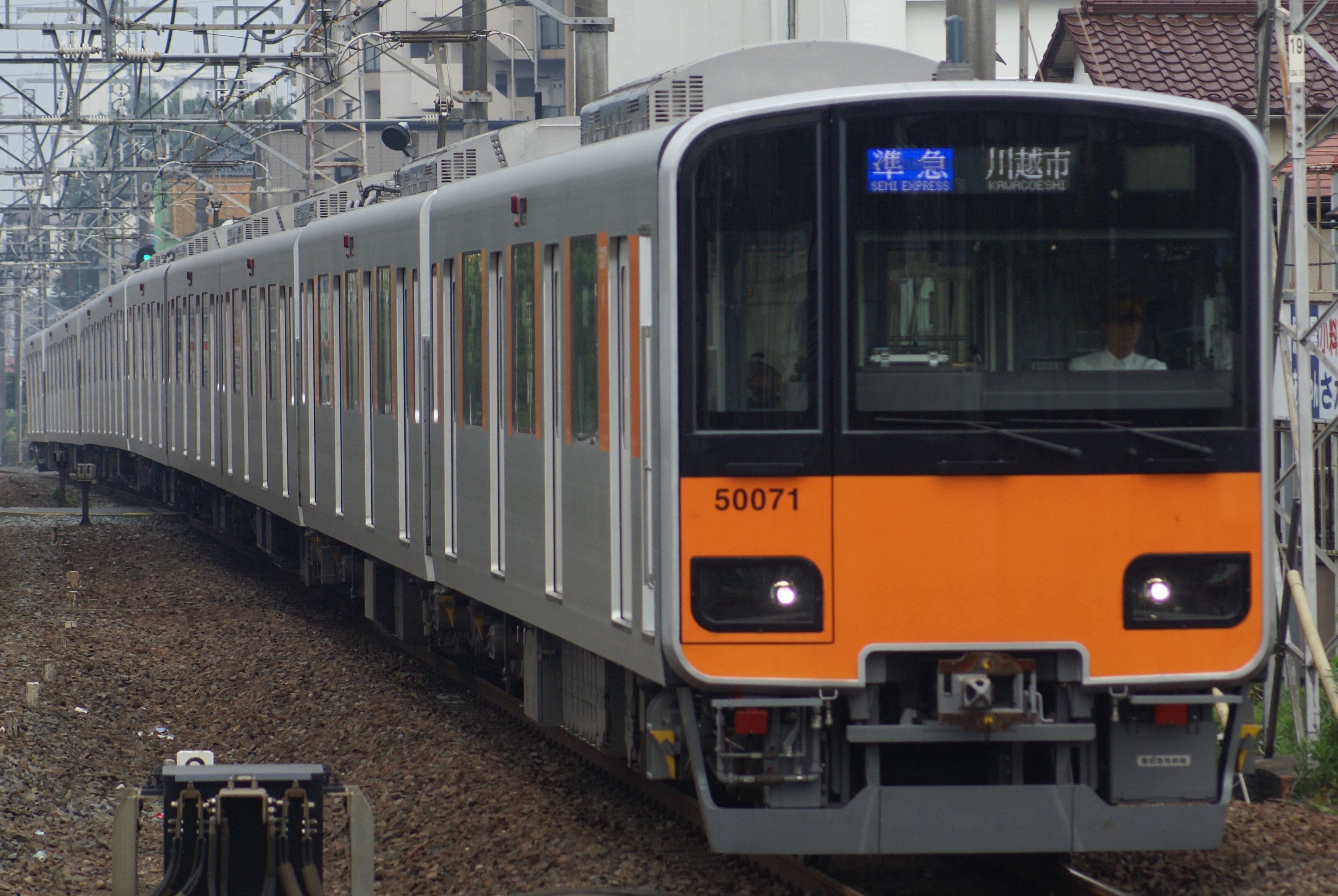
20000系（20410型、20420型、20430型、20440型）（擔任日光線南栗橋至新栃木之間、東武宇都宮線）
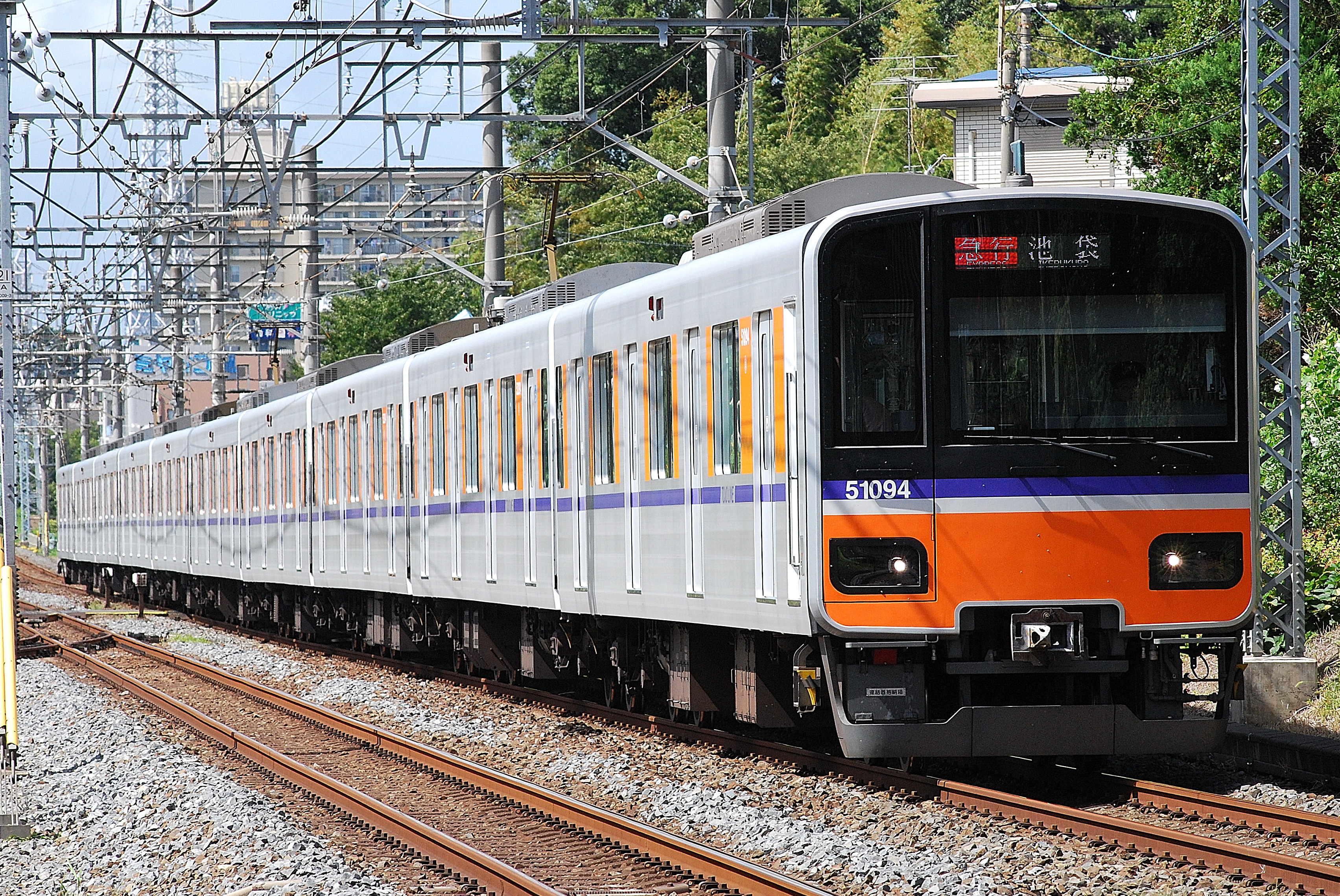
10000系（10000型、10030型，10030/50番台、10080型）（擔任伊勢崎線・日光線・野田線・東上本線的地上線。10080擔任伊勢崎線・日光線）
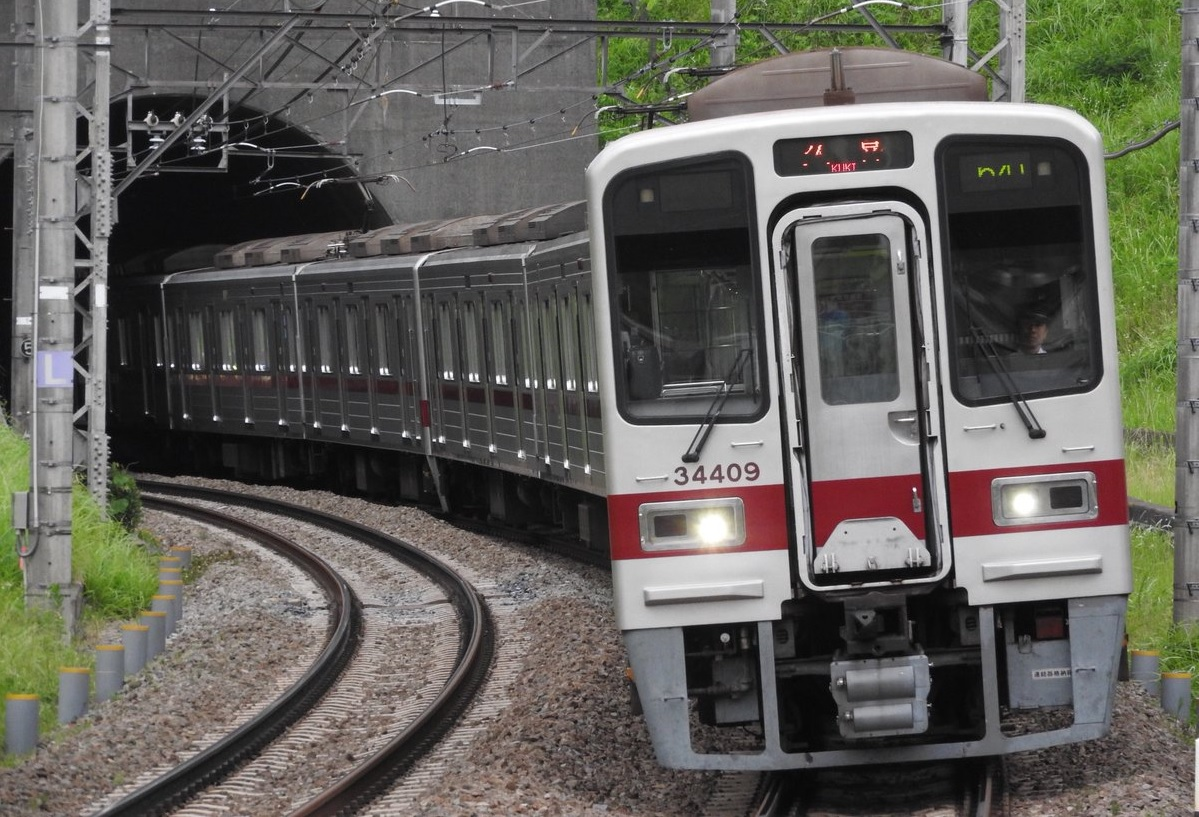
20000系（20000型・20050型・20070型・20400型）（擔任伊勢崎線・日光線。20400型日光線・宇都宮線用）
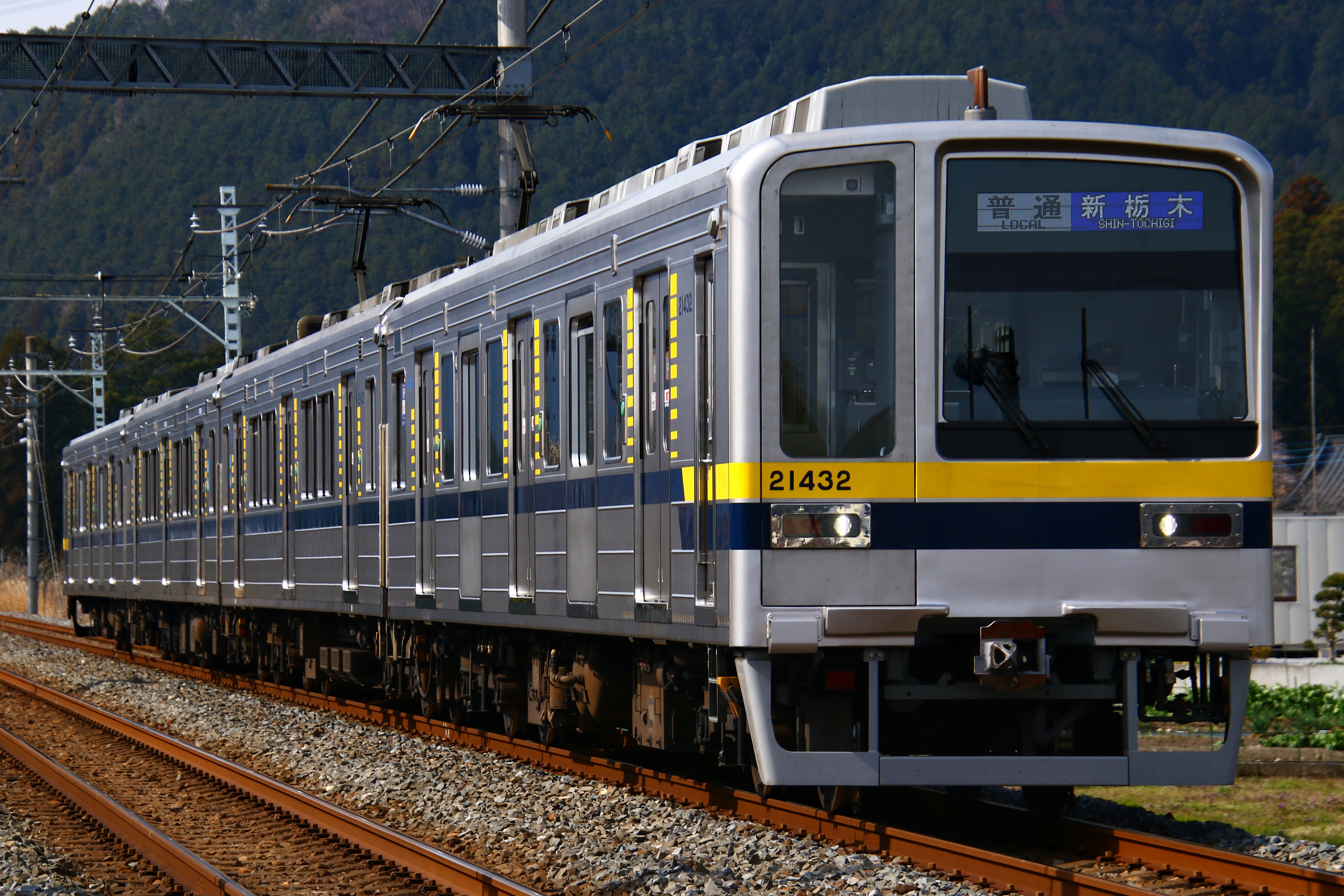
9000系（9000型、9050型）（擔任東上線系統、地下鐵有樂町線、副都心線、東急東横線、橫濱高速鐵道港未來線）
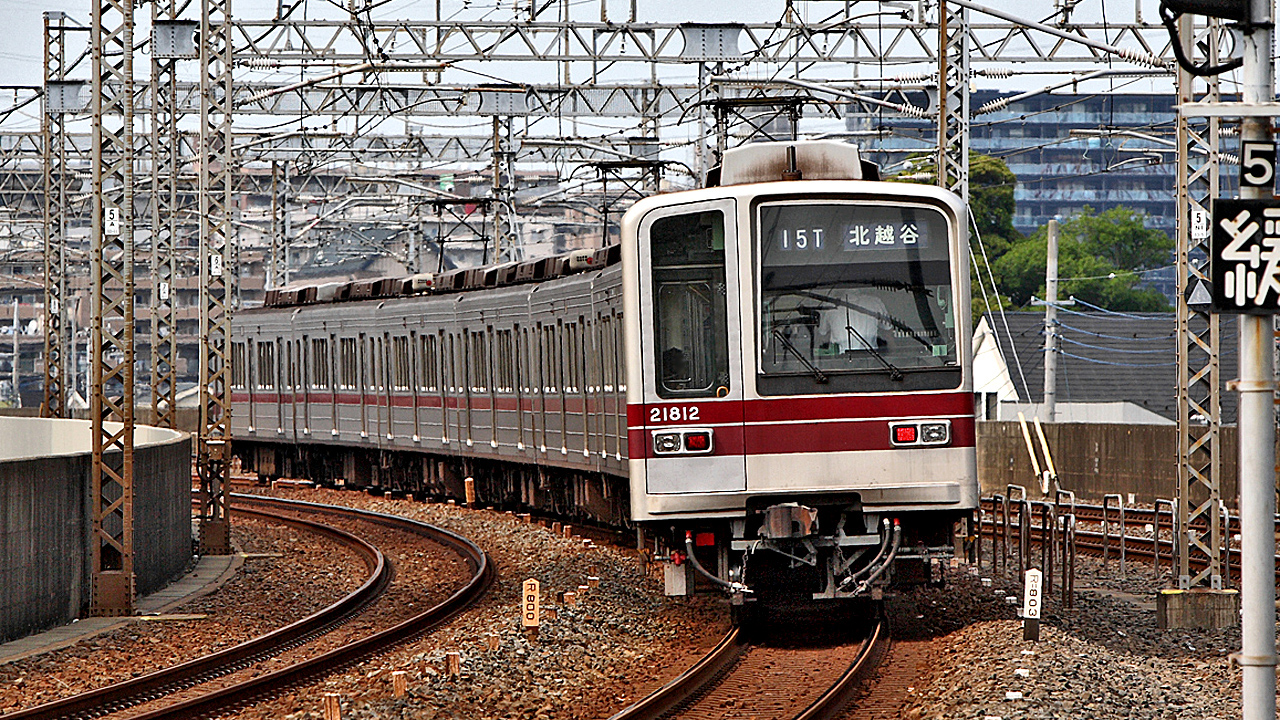
8000系（8000型・8500型・800型・850型）（擔任東上本線無人區間/ワンマン区間・越生線・野田線・龜戶線・大師線・北部地方線。800型・850型擔任伊勢崎線無人區間/ワンマン區間・佐野線）  - 東武70000型
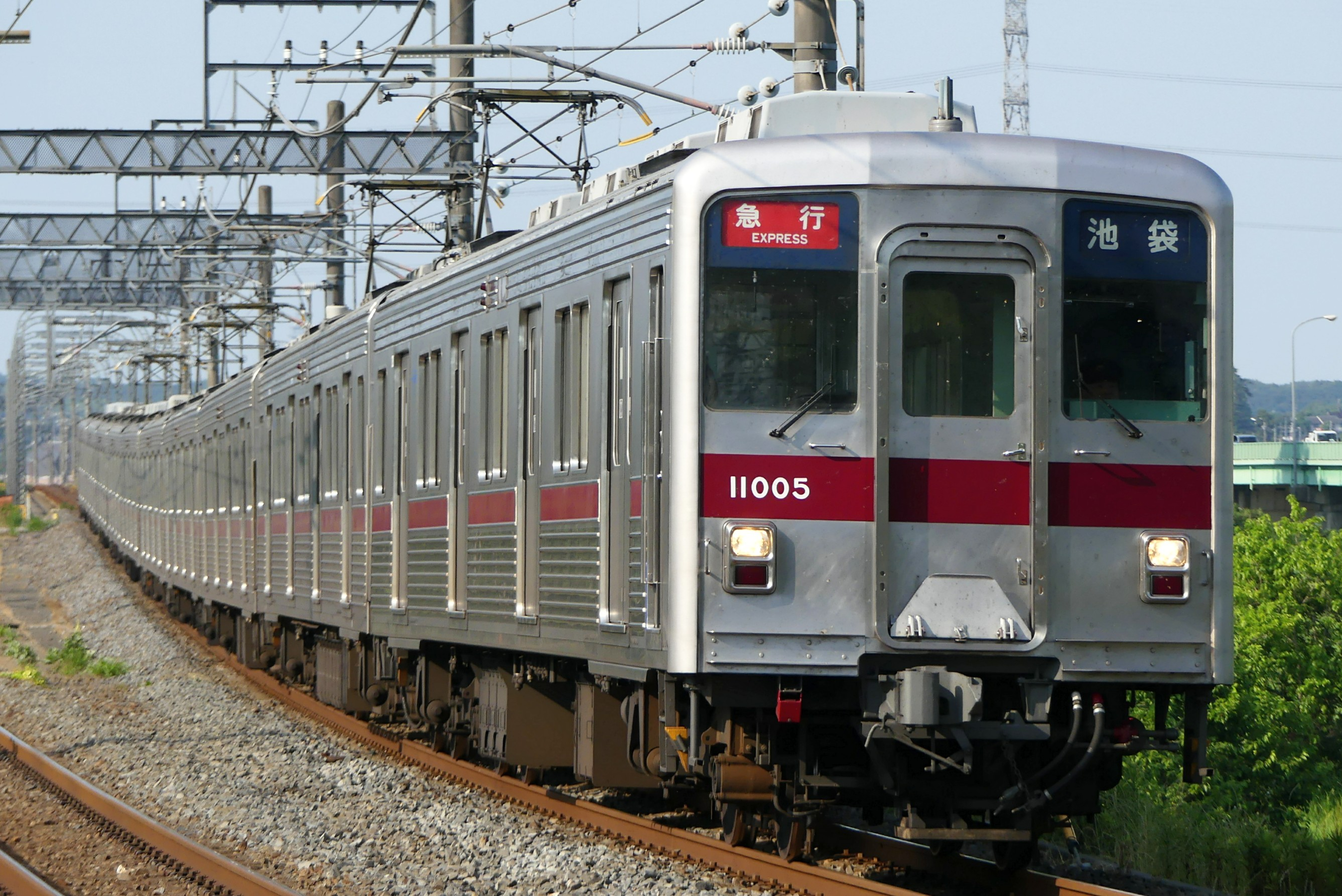
東武10000型
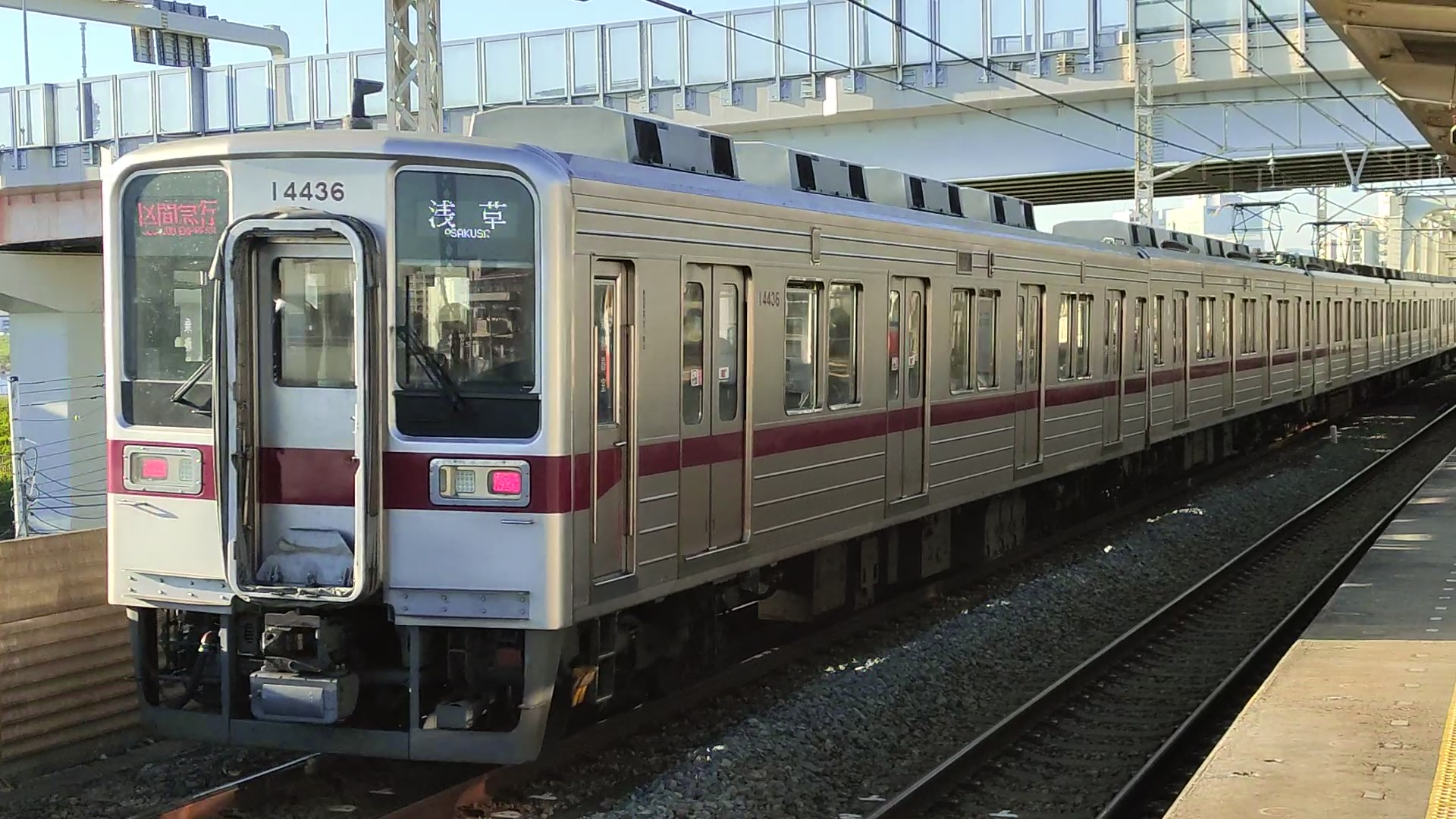
東武10030系
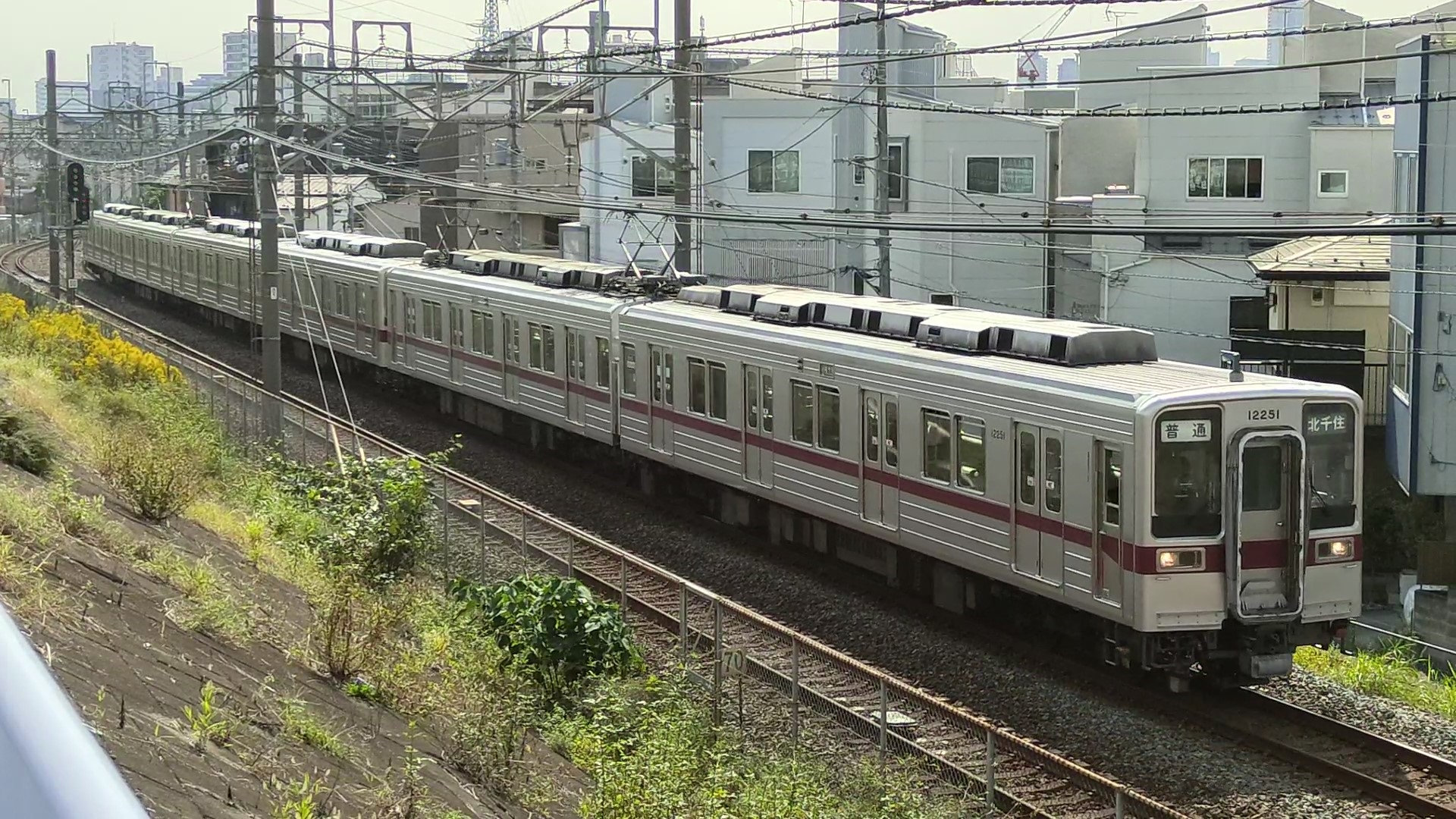
東武10030系50番台（10050番台）
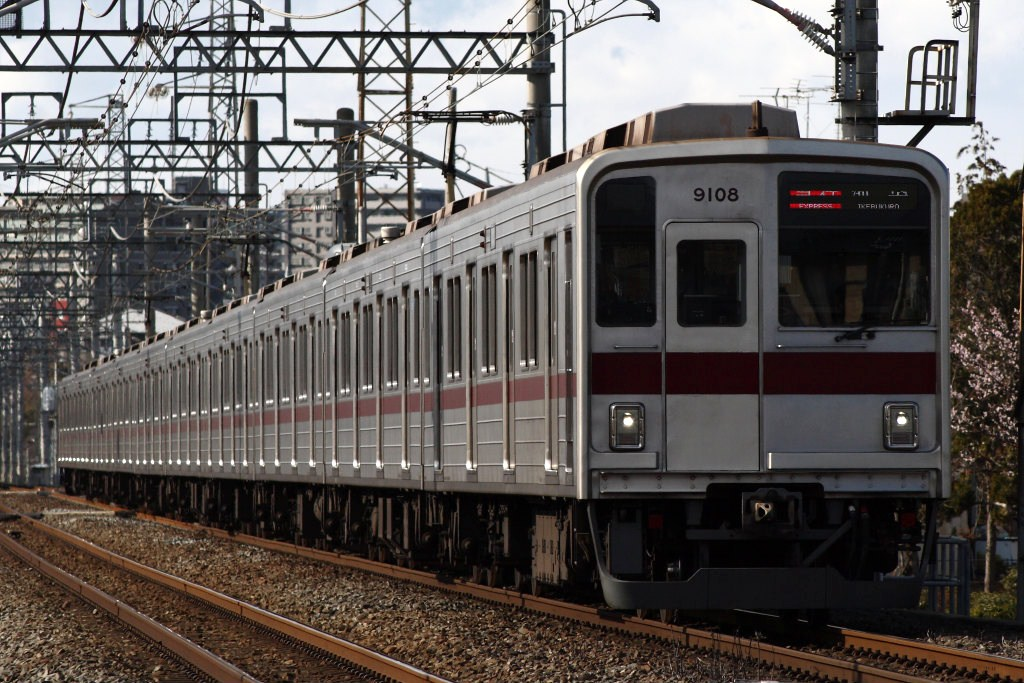
東武9000型
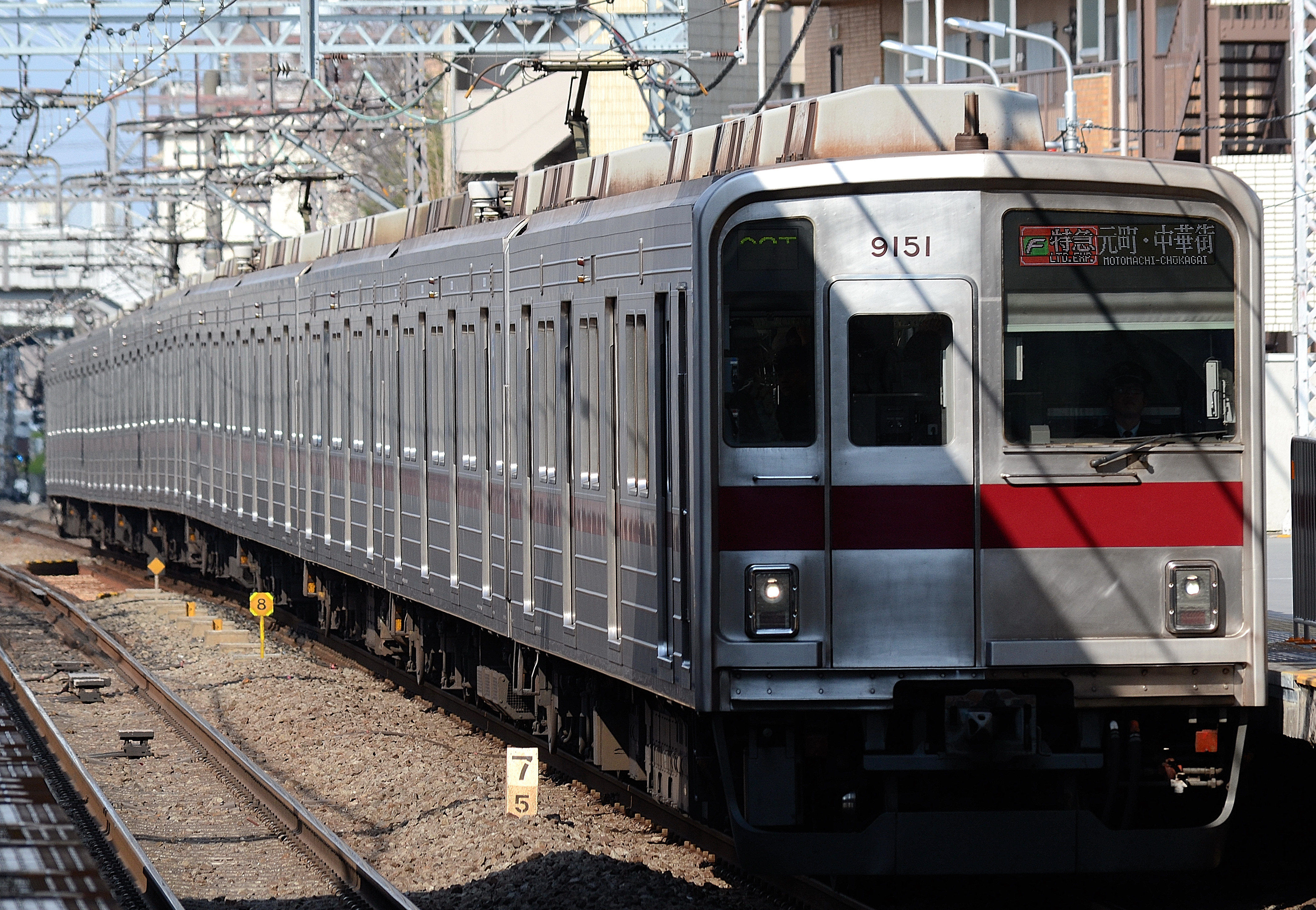
東武9050型
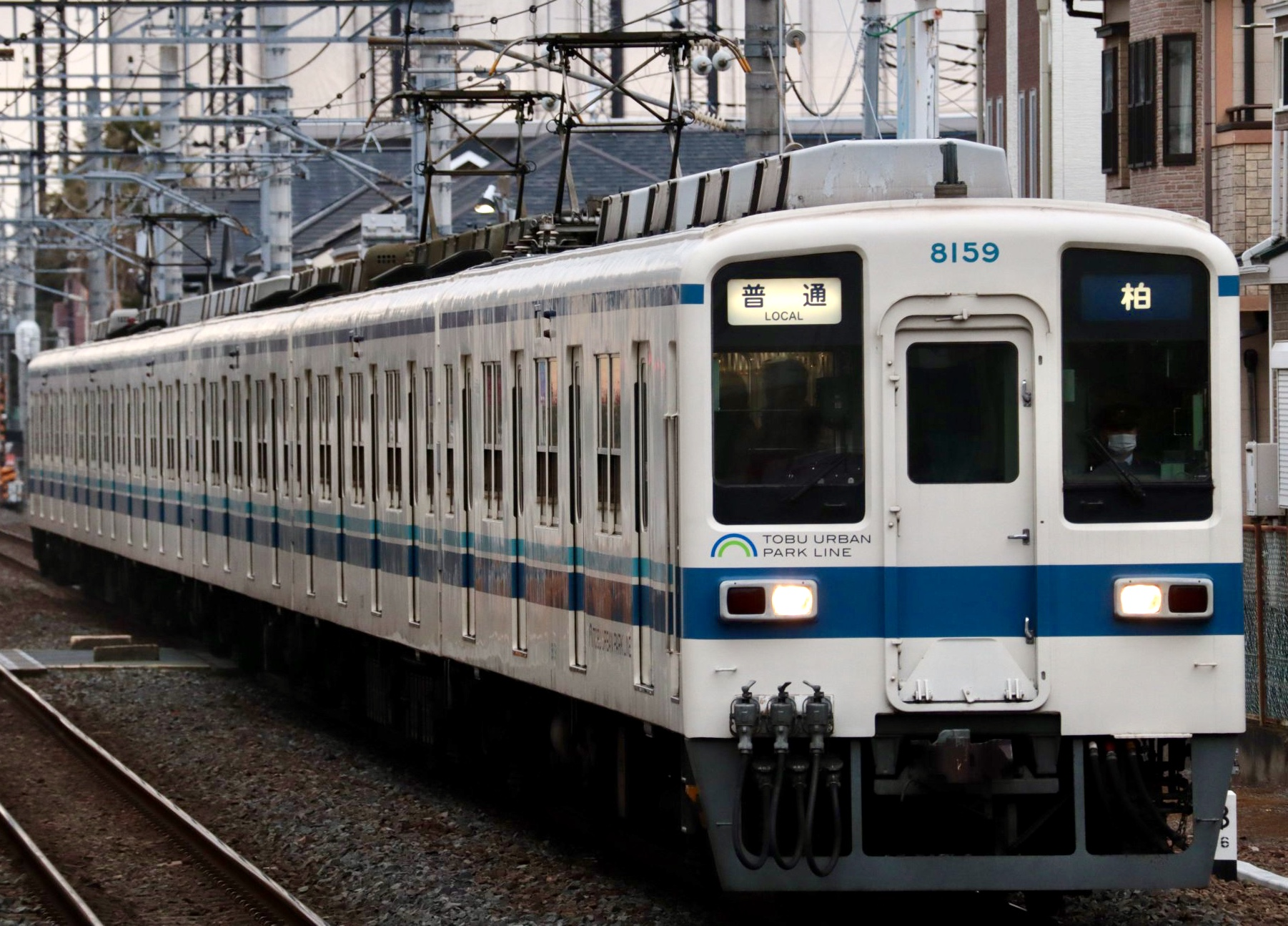
東武8000系
  - 東武70090型
  - 東武60000系
  - 東武50000型
  - 東武50050型
  - 東武50070型
  - 東武50090型
  - 東武30000系
  - 東武20400型
  - 東武20000系
  - 東武10000型
  - 東武10030系
  - 東武10030系50番台（10050番台）
  - 東武9000型
  - 東武9050型
  - 東武8000系

### 曾經使用的車輛
- 優等列車用電聯車
  - 1700系・1720系
  - モハ3210形・クハ250形
  - モハ5310形・クハ350形
  - モハ5320形・モハ5800形・クハ340形
  - 5700系
  - トク500形
  - 6000系
  - 1800系
  - 300系
  - 200系（250型）
- 通勤型電聯車
  - 2000系、2080系
  - 3000系、3050系、3070系
  - 3020系
  - 5000系、5050系、5070系
  - 5400系
  - 7300系
  - 7800系
- 軌道線用電聯車
  - 100形
  - 200形
- 電力機關車(本線系統和東上線系統使用）
  - ED3000形
  - ED4000形
  - ED4010形・ED4020形
  - ED5000形
  - ED5010形・ED5050形
  - ED5060形・ED5080形
- 電力機關車（軌道線用）
  - ED600形
  - ED610形

- 柴液動車組
  - Kiha2000型

- 蒸汽機車
  - C112（舊國鐵C11形）
  - A1形（2代）（舊國鐵1850形）
  - A2形（舊國鐵2100形）
  - B1形（自社導入機、舊國鐵5500形）
  - B2形（舊國鐵5300形）
  - B3形（自社導入機）
  - B4形（舊國鐵5650形）
  - B5形（舊國鐵6200形）
  - B6形（舊國鐵6250形）
  - B7形（舊國鐵5600形）
  - C1形（初代）（舊山陽鐵道型式1）
  - C1形（2代）（←C3形（初代））
  - C2形（初代）（自社導入機）
  - C3形（初代）（自社導入機）
  - C3形（2代）（←C1型（初代））

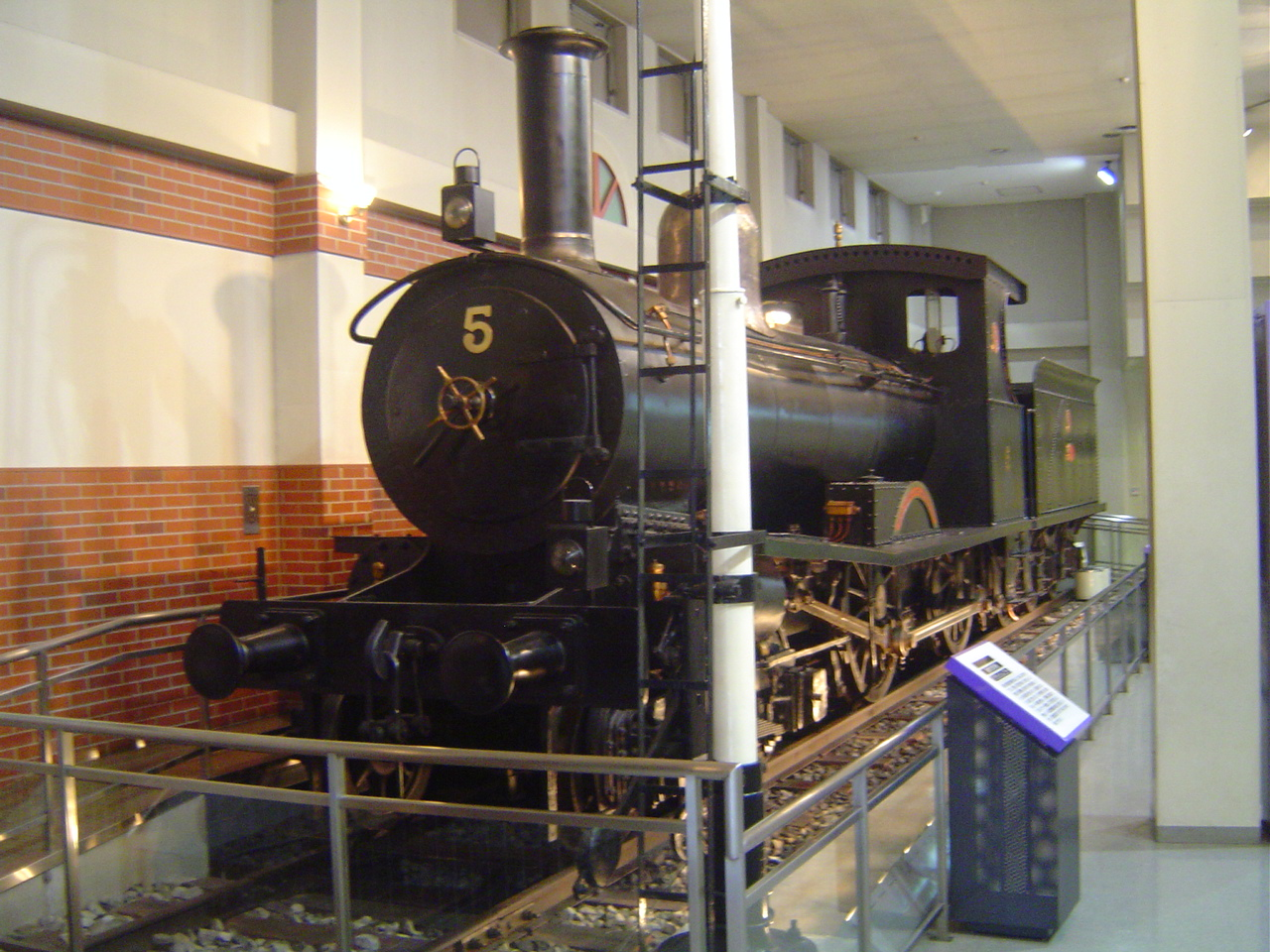
東武鐵道B1型5號蒸汽機車（2006年5月14日，東武博物館）

  - C3形（3代）（舊東上鐵道A1型←鐵道院400型）

## 車輛段、機修廠
- 南栗橋車輛管理區
  - 南栗橋車輛管理區春日部支所
  - 南栗橋車輛管理區館林出張所
  - 南栗橋車輛管理區新栃木出張所
    - 負責伊勢崎線、日光線、宇都宮線、鬼怒川線、小泉線、佐野線、桐生線系統的車輛檢修工作
- 七光台檢修區
  - 負責野田線的車輛檢修工作
- 森林公園檢修區
  - 負責東上線的車輛檢修工作
- 南栗橋工場
  - 負責伊勢崎線系統的全部車輛、及東上線系統的一部分車輛檢查工作
- 川越工場
  - 負責東上線系統的9000系、10000系電車的檢查工作
- 北館林拆卸所
  - 負責廢棄車輛的拆卸

## 備註
1. 1 2  . 東武鉄道.   [2009-11-27]. （原始内容存档于2012-01-11）.

## 外部連結
- 東武鐵道 （页面存档备份，存于）（日語）（英文）（繁體中文）（简体中文）（泰文）
- TOBULAND東武沿線情報 （页面存档备份，存于）
- 東武集團臺灣的Facebook專頁